# Economist Intelligence Unit
La Economist Intelligence Unit (EIU) es una unidad de negocios independiente en el grupo The Economist. Su actual director editorial es Robin Bew.
Ofrece pronósticos y asesoramiento económico a sus clientes: análisis de países, industrias y gerencia. También elabora informes: las "ciudades más vivibles" del mundo, el Índice de calidad de vida y el Índice de democracia.
En julio de 2015 el grupo adquirió la firma de consultoría Canback & Company, la cual hoy lleva el nombre de EIU Canback.